# 14 marca
14 marca jest 73. (w latach przestępnych 74.) dniem w kalendarzu gregoriańskim. Do końca roku pozostaje 292 dni.

## Święta
- Imieniny obchodzą: Afrodyzja, Afrodyzjusz, Afrodyzy, Bożeciecha, Eutychiusz, Ewa, Fawila, Jakub, Leon, Leona, Łazarz, Matylda, Piotr i Pamela.
- Andora – Święto Konstytucji
- Estonia – Dzień Języka Estońskiego
- Korea Południowa, Japonia – Biały Dzień
- Tajlandia – Święto Słoni
- Międzynarodowe
  - Międzynarodowy Dzień Sprzeciwu Wobec Tam ang. International Anti-Dam Day (koordynowany przez International Rivers Network z USA, w Polsce przez Klub Gaja)
  - Dzień Liczby Pi (π)
- Wspomnienia i święta w Kościele katolickim obchodzą[1][2]:
  - św. Ewa z Leodium
  - bł. Jakub Cusmano (zakonnik)
  - św. Leobin z Chartres (biskup)
  - św. Matylda (królowa Niemiec)

## Wydarzenia w Polsce
- 1440 – W Kwidzynie powstał Związek Pruski – konfederacja szlachty i miast pruskich skierowaną przeciwko krzyżakom.
- 1633 – Król Władysław IV Waza uznał formalnie Kościół prawosławny na ziemiach Rzeczypospolitej.
- 1745 – W warszawskim kościele Świętego Krzyża został ochrzczony Kazimierz Pułaski.
- 1813 – Wasyl Łanskoj został generałem-gubernatorem Księstwa Warszawskiego.
- 1850 – W Berdyczowie Honoré de Balzac poślubił Ewelinę Hańską.
- 1863 – Na stacji kolejowej w Grodnie doszło do bitwy powstańców z wojskami rosyjskimi.
- 1919:
  - Utworzono Instytut Wojskowo-Techniczny.
  - Wojna polsko-bolszewicka: w Nieświeżu wybuchło powstanie antybolszewickie.
- 1924 – Rada Ligi Narodów przyznała Polsce teren na półwyspie Westerplatte u ujścia kanału portowego do morza, naprzeciw przedmieścia Nowy Port.
- 1928 – Prezydent Rzeczypospolitej Ignacy Mościcki wydał dekret o Prawie lotniczym.
- 1938 – Ustanowiono herb Chorzowa.
- 1943 – Zakończyła się likwidacja krakowskiego getta.
- 1945 – Uchwałą Rządu Tymczasowego RP Ziemie Odzyskane podzielono na 4 okręgi, w których władzę mieli sprawować specjalni pełnomocnicy, wyposażeni w szerokie kompetencje.
- 1946 – 5 górników zginęło w pożarze w KWK „Jan Kanty” w Jaworznie.
- 1947 – Zmieniono nazwę miasta i gminy Rychwałd na Bogatynia.
- 1948:
  - W swoim debiucie w piłkarskiej ekstraklasie Widzew Łódź pokonał KKS ZZK Poznań 4:3.
  - Założono Muzeum Północno-Mazowieckie w Łomży.
- 1950 – Polska wystąpiła z Międzynarodowego Funduszu Walutowego.
- 1952 – Premiera filmu Młodość Chopina w reżyserii Aleksandra Forda.
- 1964 – Antoni Słonimski złożył w kancelarii premiera tzw. List 34 w sprawie ograniczenia cenzury.
- 1970:
  - W Sosnowcu w nocy z 14 na 15 marca domniemany „wampir z Zagłębia” Piotr Olszowy zamordował żonę i dzieci po czym podpalił dom i dokonał samospalenia.
  - W Teatrze Wielkim w Łodzi odbyła się prapremiera baletu Królewna Śnieżka i siedmiu krasnoludków z muzyką Bogdana Pawłowskiego.
- 1978 – Premiera filmu Pasja w reżyserii Stanisława Różewicza.
- 1980 – W pobliżu warszawskiego lotniska Okęcie doszło do katastrofy lecącego z Nowego Jorku samolotu PLL LOT Ił-62 „Mikołaj Kopernik”, w wyniku czego zginęło 87 osób (77 pasażerów i 10 członków załogi), m.in. piosenkarka Anna Jantar, amerykański etnomuzykolog Alan Parkhurst Merriam, 22 członków amatorskiej reprezentacji bokserskiej USA oraz 6 delegatów z warszawskich uczelni, wracających z obrad Międzynarodowego Stowarzyszenia Studentów Nauk Ekonomicznych i Handlowych (AIESEC).
- 1983 – Premiera filmu Epitafium dla Barbary Radziwiłłówny w reżyserii Janusza Majewskiego.
- 1985 – Sejm PRL przyjął ustawy o Państwowej Inspekcji Sanitarnej oraz o ustanowieniu odznaczenia państwowego Krzyża Oświęcimskiego.
- 1986 – Premiera filmu Sezon na bażanty w reżyserii Wiesława Saniewskiego.
- 1990 – Główny Urząd Statystyczny ogłosił, że inflacja w ciągu dwunastu miesięcy wyniosła 1360% (najwyższa wartość wskaźnika w powojennej historii Polski).
- 1997 – Premiera filmu Deszczowy żołnierz w reżyserii Wiesława Saniewskiego.
- 2003 – Sejm RP przyjął ustawę o stopniach i tytułach naukowych.
- 2007 – Został zlikwidowany urząd Rzecznika Interesu Publicznego.
- 2020 – W Polsce zaczął obowiązywać stan zagrożenia epidemicznego w związku z szerzeniem się zakażeń wirusem SARS-CoV-2[3].

## Wydarzenia na świecie

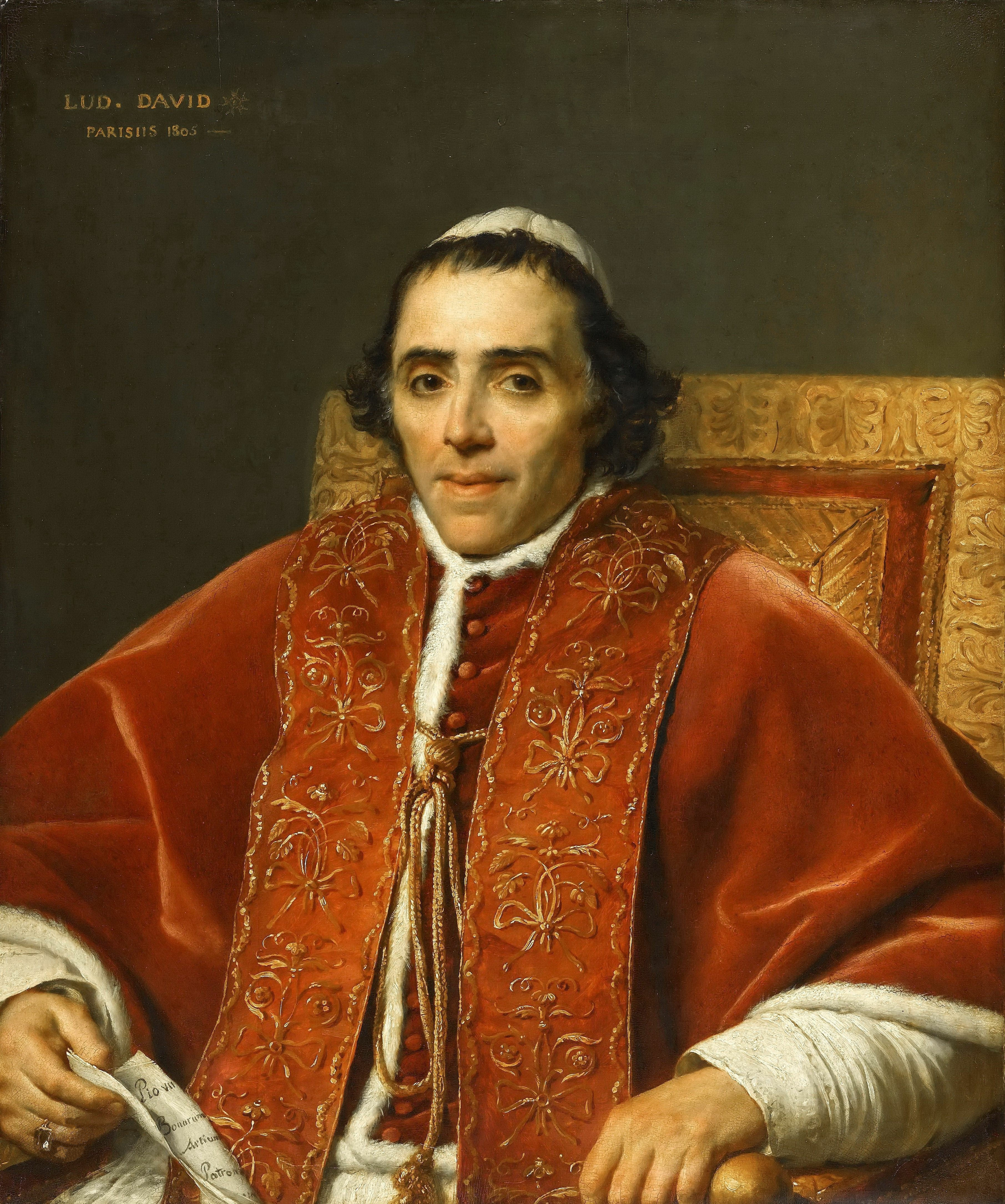
Papież Pius VII na portrecie Jacques-Louis Davida

- 190 p.n.e. – Zaćmienie Słońca obserwowane w Rzymie.
- 1074 – W bitwie pod Magyaród król Węgier Salomon został pokonany przez swego kuzyna Gejzę I, który zajął jego miejsce.
- 1369 – I kastylijska wojna domowa: decydujące zwycięstwo sił pretendenta do tronu Henryka Trastámara nad wojskami króla Kastylii-Leónu Piotra I Okrutnego i wspierającymi go wojskami portugalskimi w bitwie pod Montiel.
- 1401 – Giovanni I Bentivoglio przejął siłą władzę w Bolonii.
- 1489 – Królowa Cypru Katarzyna Cornaro sprzedała wyspę Republice Weneckiej.
- 1499 – Wielki książę litewski i przyszły król Polski Aleksander Jagiellończyk nadał prawa miejskie Mińskowi.
- 1590 – Wojny religijne hugenockie: hugenoci pokonali w bitwie pod Ivry wojska francuskiej Ligi Katolickiej.
- 1647 – Wojna trzydziestoletnia: w Ulm zawarto rozejm pomiędzy Francją i Szwecją a Bawarią, co tę ostatnią wykluczyło z konfliktu.
- 1653 – I wojna angielsko-holenderska: zwycięstwo floty holenderskiej w bitwie pod Livorno.
- 1689 – Wojna irlandzka: zwycięstwo jakobitów nad wojskami protestanckimi w bitwie pod Dromore.
- 1704 – W czasie powstania kamizardów we Francji odnieśli oni w bitwie pod Martignargues swe największe zwycięstwo nad elitarnymi wojskami królewskimi.
- 1741 – Otwarto wiedeński Burgtheater.
- 1757 – Wojna siedmioletnia: w pobliżu Portsmouth na mostku kapitańskim okrętu HMS „Monarch” został rozstrzelany admirał John Byng, skazany przez sąd wojenny na karę śmierci za doprowadzenie do porażki w bitwie z flotą francuską u brzegów Minorki 20 maja 1756 roku i będącej jej skutkiem utraty wyspy.
- 1774 – James Cook wylądował na Wyspie Wielkanocnej.
- 1794 – Amerykanin Eli Whitney opatentował odziarniarkę.
- 1800 – Kardynał Gregorio Barnaba Chiaramonti został wybrany na papieża i przyjął imię Pius VII.
- 1801 – Premier Wielkiej Brytanii William Pitt Młodszy podał swój rząd do dymisji.
- 1808 – Wybuchła wojna duńsko-szwedzka.
- 1815 – Król Hiszpanii Ferdynand VII ustanowił Order Izabeli Katolickiej.
- 1844 – Carlos Antonio López został zaprzysiężony na pierwszego prezydenta Paragwaju.
- 1847 – We Florencji odbyła się premiera opery Makbet Giuseppe Verdiego.
- 1857 – Zawarto traktat kopenhaski dotyczący swobodnej żeglugi przez cieśniny duńskie.
- 1861 – Jacob van Zuylen van Nijevelt został premierem Holandii.
- 1871 – W Fomenie w dzisiejszej Ghanie podpisano traktat pokojowy po zakończeniu II wojny Brytyjczyków z Aszanti.
- 1881 – Powstało Królestwo Rumunii.
- 1885 – Niemiecki astronom Robert Luther odkrył planetoidę (247) Eukrate.
- 1888 – Około 400 osób zginęło w wyniku trzydniowej wielkiej śnieżycy, która zaatakowała atlantyckie wybrzeże USA i Kanady.
- 1897 – Po raz pierwszy wykonano hymn Gwatemali.
- 1898 – W Bazylei założono klub piłkarski BSC Young Boys.
- 1899 – Po ponad roku uwięzienia u wybrzeży Antarktydy statek badawczy „Belgica” został uwolniony przez załogę dzięki wykuciu kanału w lodzie.
- 1900 – Uchwalono Gold Standard Act opierający dolara amerykańskiego na złocie.
- 1909 – Otwaro stadion piłkarski Camp del carrer Indústria, pierwszy należący do klubu FC Barcelona.
- 1911 – Kristján Jónsson został premierem Islandii.
- 1913 – Rosyjski astronom Grigorij Nieujmin odkrył planetoidę (748) Simeïsa.
- 1914 – W Chiavari we Włoszech założono klub piłkarski Virtus Entella.
- 1915 – I wojna światowa: ścigany od czasu bitwy pod Falklandami 8 grudnia 1914 roku niemiecki krążownik SMS „Dresden” został przechwycony przez krążowniki brytyjskie i zmuszony do samozatopienia koło chilijskiego archipelagu Juan Fernández.
- 1917 – I wojna światowa: Chiny zerwały stosunki dyplomatyczne z Niemcami.
- 1919 – Ustanowiono godło Ukraińskiej SRR.
- 1920 – W plebiscycie terytorialnym w południowym Szlezwiku 80% głosujących opowiedziało się za jego przynależnością do Niemiec.
- 1923:
  - W Ankarze założono klub piłkarski Gençlerbirliği SK.
  - W Crown Point w stanie Indiana Rudolf Valentino poślubił po raz drugi swoją drugą żonę Natachę Rambovą. Poprzednia ceremonia z 13 maja 1922 została unieważniona, a Valentino oskarżony o bigamię, gdyż wtedy nadal pozostawał w związku z pierwszą żoną Jean Acker.
- 1926 – 385 osób zginęło, a 93 zostały ranne w wyniku runięcia mostu pod przejeżdżającym pociągiem w prowincji Heredia w Kostaryce.
- 1927:
  - Jigme Wangchuck został koronowany na króla Bhutanu.
  - Założono amerykańskie linie lotnicze Pan Am.
- 1937 – Papież Pius XI ogłosił encyklikę Mit brennender Sorge dotyczącą sytuacji Kościoła w III Rzeszy i potępiającą narodowy socjalizm.
- 1939:
  - Na obszarze Zakarpacia powstała Karpato-Ukraina. Po 4 dni istnienia państwo zostało zlikwidowane w wyniku ataku armii węgierskiej.
  - Słowacja proklamowała niepodległość – rozpad Czechosłowacji.
- 1940 – Premiera amerykańskiego filmu muzycznego Droga do Singapuru w reżyserii Victora Schertzingera.
- 1942:
  - Kampania śródziemnomorska: u wybrzeży Grecji zatonął po wejściu na minę niemiecki okręt podwodny U-133 wraz z całą, 45-osobową załogą.
  - Król Włoch Wiktor Emanuel III ustanowił Order Orła Rzymskiego.
- 1943 – Bitwa o Atlantyk: w nocy z 13 na 14 marca u wybrzeża Afryki włoski okręt podwodny „Leonardo da Vinci” zatopił transatlantyk „Empress of Canada”, przewożący brytyjskich żołnierzy i włoskich jeńców wojennych, w wyniku czego zginęły 392 lub 394 osoby.
- 1945:
  - Bitwa o Atlantyk: w zatoce Firth of Forth w Szkocji południowoafrykańska fregata HMSAS „Natal” zatopiła bombami głębinowymi niemiecki okręt podwodny U-714 wraz z całą, 50-osobową załogą.
  - Na wiadukt w niemieckim Bielefeldzie zrzucono po raz pierwszy brytyjską 10-tonową bombę burzącą Grand Slam.
  - Założono linie lotnicze TAP Portugal.
- 1946 – Uchwalono konstytucję Albanii.
- 1947 – Zawiązano Unię Celną Beneluksu.
- 1950:
  - Steingrímur Steinþórsson został premierem Islandii.
  - W Brazylii ustanowino Order Zasługi Medycznej.
- 1951:
  - Amerykański fotograf Arthur Sasse wykonał zdjęcie Alberta Einsteina pokazującego język, które stało się ikoną pop-kultury.
  - Wojna koreańska: wojska ONZ ponownie zajęły Seul.
- 1954 – Polskie emigracyjne partie polityczne w Wielkiej Brytanii podpisały Akt zjednoczenia narodowego.
- 1957 – Podczas podchodzenia do lądowania w Manchesterze rozbił się brytyjski samolot Vickers Viscount, w wyniku czego zginęły 22 osoby, w tym 2 na ziemi.
- 1958 – Dokonano oblotu radzieckiego samolotu transportowego An-14.
- 1960 – W Nowym Jorku doszło do pierwszego w historii spotkania szefów rządów Izraela (Dawida Ben-Guriona) i RFN (Konrada Adenauera).
- 1961 – W pobliżu Yuba City w Kalifornii rozbił się, opuszczony wcześniej przez załogę z powodu dekompresji i wyczerpywania paliwa, bombowiec strategiczny Boeing B-52 Stratofortress przenoszący dwie bomby atomowe, które nie wybuchły.
- 1964 – Jack Ruby został skazany na karę dożywotniego pozbawienia wolności za zabójstwo Lee Harveya Oswalda, domniemanego zabójcy prezydenta Johna F. Kennedy’ego.
- 1966 – 10-letni Jörg Hartmann i 13-letni Lothar Schleusener zostali zastrzeleni przez wschodnioniemiecką Straż Graniczną w trakcie próby przekroczenia muru berlińskiego.

- 1969 – Prezydent USA Richard Nixon ogłosił rozpoczęcie budowy dwuwarstwowego systemu antybalistycznego, przeznaczonego do obrony bazy międzykontynentalnych pocisków balistycznych (ICBM) Minuteman w pobliżu Grand Forks w Dakocie Północnej (program „Safeguard”).
- 1970:
  - 50 górników zginęło w wyniku eksplozji metanu w kopalni węgla kamiennego w miejscowości Breza w Bośni i Hercegowinie.
  - W japońskiej Osace otwarto wystawę światową Expo’70.
- 1972 – 112 osób zginęło w górach w okolicy miasta Kalba w Zjednoczonych Emiratach Arabskich w katastrofie należącego do duńskich linii Sterling Airways samolotu Sud Aviation Caravelle.
- 1973 – Liam Cosgrave został premierem Irlandii.
- 1976 – Egipt wypowiedział traktat o przyjaźni i współpracy z ZSRR z 1971 roku.
- 1978 – Izraelska armia zajęła południowy Liban (operacja „Litani”).
- 1979:
  - Premiera amerykańskiego musicalu filmowego Hair w reżyserii Milosza Formana.
  - W katastrofie jordańskiego Boeinga 727 w stolicy Kataru Dosze zginęło 45 osób.
- 1984 – W Belfaście przewodniczący Sinn Féin Gerry Adams został ciężko ranny podczas próby zamachu na jego życie.
- 1988 – W pobliżu spornych Wysp Spratly na Morzu Południowochińskim doszło do wietnamsko-chińskiej bitwy morskiej. Śmierć poniosło 6 marynarzy chińskich i 64 wietnamskich.
- 1993 – W referendum ogólnokrajowym została przyjęta konstytucja Andory.
- 1995 – Leżące w północnej Afryce hiszpańskie miasta Ceuta i Melilla uzyskały autonomię.
- 1998 – W Iranie miało miejsce trzęsienie ziemi o sile 6,9 stopnia w skali Richtera.
- 2002 – Podpisano porozumienie o utworzeniu federacji Serbii i Czarnogóry.
- 2004:
  - Socjaliści wygrali wybory parlamentarne w Hiszpanii.
  - Władimir Putin został ponownie wybrany na urząd prezydenta Rosji.
- 2005 – Cedrowa rewolucja: w stolicy Libanu Bejrucie odbyła się kilkusettysięczna demonstracja przeciwko obecności w kraju wojsk syryjskich.
- 2006 – W Czadzie grupa rebeliantów wojskowych usiłowała dokonać zamachu stanu.
- 2008:
  - W Kosowskiej Mitrowicy grupa około 300 Serbów zajęła budynek sądu ONZ, protestując w ten sposób przeciw ogłoszeniu niepodległości Kosowa.
  - W stolicy Tybetu Lhasie doszło do krwawo stłumionych antychińskich protestów.
- 2010 – W Kolumbii odbyły się wybory parlamentarne.
- 2011 – Załoga indyjskiej fregaty INS „Tabar” schwytała 61 somalijskich piratów i uwolniła 13 przetrzymywanych przez nich marynarzy.
- 2013:
  - Khil Raj Regmi został premierem Nepalu.
  - Xi Jinping został wybrany na urząd przewodniczącego ChRL.
- 2014 – W Charkowie grupa nacjonalistów Prawego Sektora zaatakowała zgromadzenie prorosyjskich separatystów. W wyniku strzelaniny zginęły 2 osoby, a 5 zostało rannych.
- 2023 – Inwazja Rosji na Ukrainę: amerykański dron MQ-9 Reaper rozbił się na Morzu Czarnym po strąceniu przez rosyjski myśliwiec przechwytujący Su-27.

## Eksploracja kosmosu
- 1986 – Europejska sonda kosmiczna Giotto zbliżyła się do Komety Halleya na odległość 596 km.
- 1995 – Norman Thagard jako pierwszy Amerykanin został wyniesiony w kosmos na pokładzie rosyjskiego statku (Sojuz TM-21).
- 2016 – Rozpoczęła się wspólna misja badawcza Europejskiej Agencji Kosmicznej i Roskosmosu ExoMars.

## Urodzili się
- 1271 – Stefan I, książę Dolnej Bawarii (zm. 1310)
- 1593 – (data chrztu) Georges de La Tour, francuski malarz (zm. 1652)
- 1627 – Roelant Roghman, holenderski malarz (zm. 1692)
- 1639 – (data chrztu) Jacob Ferdinand Voet, flamandzki malarz, portrecista (zm. 1689)
- 1652 – Benedykta Wittelsbach, księżniczka Palatynatu-Simmern, księżna Brunszwiku-Lüneburga (zm. 1730)
- 1665 – Giuseppe Maria Crespi, włoski malarz (zm. 1747)
- 1669 – Pietro Priuli, włoski duchowny katolicki biskup Bergamo, kardynał (zm. 1728)
- 1681 – (24 marca wg kal. greg.) Georg Philipp Telemann, niemiecki kompozytor (zm. 1767)
- 1691 – Elżbieta Fryderyka Oettingen, księżna Hohenlohe-Neuenstein-Gleichen (zm. 1758)
- 1692 – Pieter van Musschenbroek, holenderski fizyk (zm. 1761)
- 1709 – Gabriel Mably, francuski filozof, pisarz polityczny (zm. 1785)
- 1727 – Johann Gottlieb Goldberg, niemiecki kompozytor, organista, klawesynista (zm. 1756)
- 1738 – Fryderyk Józef Moszyński, polski szlachcic, referendarz wielki litewski, sekretarz wielki litewski, marszałek wielki koronny, generał-major wojsk polskich (zm. 1817)
- 1743 – Hannah Cowley, brytyjska poetka, dramatopisarka (zm. 1809)
- 1771:
  - Józef Chłopicki, polski generał dywizji, uczestnik insurekcji kościuszkowskiej, wojen napoleońskich i powstania listopadowego (zm. 1854)
  - Robert Dundas, brytyjski arystokrata, polityk (zm. 1851)
- 1782 – Thomas Hart Benton, amerykański polityk, senator (zm. 1858)
- 1787 – Tharawaddy, król Birmy (zm. 1846)
- 1790 – Ludwig Grimm, niemiecki malarz, rytownik (zm. 1863)
- 1794 – Józef Bem, polski generał, uczestnik powstania listopadowego i Wiosny Ludów, działacz polityczny Wielkiej Emigracji (zm. 1850)
- 1801:
  - Franciszek Salezy Dmochowski, polski pisarz, satyryk, dziennikarz, tłumacz (zm. 1871)
  - Kristjan Jaak Peterson, estoński poeta (zm. 1822)
- 1802 – Manuel García Gil, hiszpański duchowny katolicki, arcybiskup Saragossy, kardynał (zm. 1881)
- 1804:
  - Józef Przerwa-Tetmajer, polski matematyk, poeta, uczestnik powstania listopadowego, działacz patriotyczny (zm. 1880)
  - Johann Strauss (ojciec), austriacki kompozytor (zm. 1849)
- 1807:
  - Bonawentura Dąbrowski, polski malarz (zm. 1862)
  - Józefina, królowa szwedzka i norweska (zm. 1876)
- 1813:
  - Joseph P. Bradley, amerykański prawnik, sędzia Sądu Najwyższego (zm. 1892)
  - Roman Turczynowicz, polski baletmistrz, choreograf, pedagog (zm. 1882)
- 1814 – Ludwik Jan Nepomucen Sułkowski, książę bielski (zm. 1879)
- 1817 – Charles Victor Daremberg, francuski lekarz, historyk medycyny, wykładowca akademicki (zm. 1872)
- 1819 – Erik Edlund, szwedzki fizyk, meteorolog, wykładowca akademicki (zm. 1888)
- 1820 – Wiktor Emanuel II, pierwszy król zjednoczonych Włoch (zm. 1878)
- 1822 – Teresa Burbon-Sycylijska, cesarzowa brazylijska (zm. 1889)
- 1823:
  - Théodore de Banville, francuski poeta, prozaik (zm. 1891)
  - Zygmunt Dembowski, polski ziemianin, polityk (zm. 1896)
  - Józef Simmler, polski malarz portrecista (zm. 1868)
- 1824 – John Robson, kanadyjski dziennikarz, polityk (zm. 1892)
- 1827 – George Frederick Bodley, brytyjski architekt (zm. 1907)
- 1829:
  - Pierre-Hector Coullié, francuski duchowny katolicki, arcybiskup Lyonu, kardynał (zm. 1912)
  - Teodor Kremski, prawnik, duchowny rzymskokatolicki, kapelan szpitalny (zm. 1906)
- 1834 – Theodor Sixt, niemiecki przedsiębiorca, działacz społeczny, filantrop (zm. 1897)
- 1835 – Giovanni Schiaparelli, włoski astronom (zm. 1910)
- 1836:
  - Mrs Beeton, brytyjska pisarka (zm. 1865)
  - Jules Lefebvre, francuski malarz, pedagog (zm. 1911)
- 1841 – Józef Tovini, włoski prawnik, błogosławiony (zm. 1897)
- 1844:
  - Humbert I, król Włoch (zm. 1900)
  - Arthur O’Shaughnessy, brytyjski poeta (zm. 1881)
- 1847 – Antônio de Castro Alves, brazylijski poeta (zm. 1871)
- 1848 – Jakub Hirszberg, polski przemysłowiec, filantrop pochodzenia żydowskiego (zm. 1914)
- 1850 – Paul von Bolko, niemiecki polityk (zm. po 1918)
- 1852 – Walerian Kryciński, polski malarz, ceramik (zm. 1929)
- 1853 – Ferdinand Hodler, szwajcarski malarz (zm. 1918)
- 1854:
  - Paul Ehrlich, niemiecki chemik, bakteriolog, laureat Nagrody Nobla pochodzenia żydowskiego (zm. 1915)
  - Michał Korpal, polski rzeźbiarz (zm. 1915)
  - Alexandru Macedonski, rumuński poeta, prozaik (zm. 1920)
  - Thomas Marshall, amerykański polityk, wiceprezydent USA (zm. 1925)
- 1858 – Charles F. Curry, amerykański polityk (zm. 1930)
- 1859 – Adolf Bertram, niemiecki duchowny katolicki, arcybiskup metropolita wrocławski, kardynał (zm. 1945)
- 1861:
  - Hugó Feleky, węgierski urolog (zm. 1932)
  - Michał Gorstkin-Wywiórski, polski malarz (zm. 1926)
- 1862:
  - Vilhelm Bjerknes, norweski fizyk, geofizyk (zm. 1951)
  - Józef Wolff, polski księgarz, wydawca (zm. 1918)
- 1863 – Józef Żółkowski, polski lekarz, działacz społeczny (zm. 1929)
- 1864:
  - Alfred Redl, austriacki pułkownik, szpieg rosyjski (zm. 1913)
  - William Selig, amerykański reżyser i producent filmowy (zm. 1948)
- 1865 – Filoteo Alberini, włoski reżyser filmowy (zm. 1937)
- 1866 – Aleksiej Troicki, rosyjski problemista i teoretyk szachów (zm. 1942)
- 1867 – Albert Yorke, brytyjski arystokrata, polityk (zm. 1904)
- 1868:
  - Ascensión Nicol Goni, hiszpańska zakonnica, błogosławiona (zm. 1940)
  - Jan Lorentowicz, polski krytyk teatralny, publicysta, dyrektor teatrów (zm. 1940)
- 1869:
  - Algernon Blackwood, brytyjski pisarz, dziennikarz (zm. 1951)
  - Herman Idelson, łotewski psychiatra (zm. 1944)
  - Frederick Trump, amerykański przedsiębiorca pochodzenia niemieckiego (zm. 1918)
- 1870 – Prosper Bruggeman, belgijski wioślarz (zm. 1939)
- 1871:
  - Olive Fremstad, amerykańska śpiewaczka operowa (sopran) pochodzenia szwedzkiego (zm. 1951)
  - William Jackson, szkocki curler (zm. 1955)
- 1872:
  - Ołeksa Nowakiwski, ukraiński malarz, pedagog (zm. 1935)
  - Émile Vernon, francuski malarz (zm. 1920)
- 1873:
  - Ludwik Christelbauer, polski działacz, sportowy (zm. 1934)
  - Bolesław Witkowski, polski duchowny katolicki, polityk, poseł na Sejm Ustawodawczy (zm. 1939)
- 1874:
  - Glyn Allen, irlandzki rugbysta (zm. 1949)
  - Fritz Mohr, niemiecki neurolog, psychoterapeuta, wykładowca akademicki (zm. 1957)
- 1876:
  - Lew Berg, rosyjski biolog, geograf (zm. 1950)
  - Władysław Michejda, polski adwokat, samorządowiec, burmistrz Cieszyna (zm. 1937)
- 1877:
  - Edna Woolman Chase, amerykańska dziennikarka (zm. 1957)
  - Kazimierz Opoczyński, polski profesor anatomii patologicznej (zm. 1963)
  - Fred Jay Seaver, amerykański mykolog, wykładowca akademicki (zm. 1970)
- 1878:
  - Stanisław Dudziński, polski duchowny katolicki, działacz społeczny i niepodległościowy (zm. 1942)
  - Alexander Du Toit, południowoafrykański geolog (zm. 1948)
  - Kazimierz Zdziechowski, polski ziemianin, pisarz, publicysta, krytyk literacki (zm. 1942)
- 1879:
  - Albert Einstein, niemiecki fizyk teoretyk, wykładowca akademicki, laureat Nagrody Nobla pochodzenia żydowskiego (zm. 1955)
  - Thành Thái, cesarz Wietnamu (zm. 1954)
- 1880 – Thyra Glücksburg, księżniczka duńska (zm. 1945)
- 1881 – Wacław Paszkowski, polski inżynier technolog, wykładowca akademicki, polityk, minister komunikacji (zm. 1950)
- 1882:
  - John Chapman, angielski trener piłkarski (zm. 1948)
  - Wacław Sierpiński, polski matematyk, wykładowca akademicki (zm. 1969)
- 1883 – Joseph Vuillemin, francuski generał sił powietrznych (zm. 1963)
- 1885:
  - Bronisław Józefowicz, polski działacz komunistyczny, burmistrz Brwinowa (zm. 1963)
  - Raoul Lufbery, amerykański pilot wojskowy, as myśliwski (zm. 1918)
  - Roman Szczawiński, polski polityk, prawnik, prezydent Radomia (zm. 1942)
- 1886:
  - Firmin Lambot, belgijski kolarz szosowy (zm. 1964)
  - Karl Wilhelm Lorenz, niemiecki astronom, matematyk (zm. 1918)
  - Rolf Steffenburg, szwedzki żeglarz sportowy (zm. 1982)
- 1887:
  - Sylvia Beach, amerykańska pisarka, księgarka (zm. 1962)
  - Leon Schiller, polski reżyser, krytyk i teoretyk teatralny (zm. 1954)
- 1888 – Marc-Aurèle Fortin, kanadyjski malarz, grafik (zm. 1970)
- 1889 – Firmin Lambot, belgijski kolarz szosowy (zm. 1964)
- 1890:
  - Rosa Bailly, francuska dziennikarka, poetka, pisarka (zm. 1976)
  - Eugeniusz Chwalibóg-Piecek, polski podpułkownik kawalerii (zm. 1940)
  - Elmer Clifton, amerykański aktor, reżyser i scenarzysta filmowy (zm. 1949)
- 1891:
  - Amwrosij Buczma, ukraiński aktor, reżyser (zm. 1957)
  - Lorenzo Mangiante, włoski gimnastyk (zm. 1936)
  - Józef Zając, polski generał dywizji pilot (zm. 1963)
- 1892:
  - Afrânio da Costa, brazylijski strzelec sportowy (zm. 1979)
  - Mátyás Rákosi, węgierski polityk komunistyczny (zm. 1971)
- 1893:
  - Antoni Hyży, polski oficer, kawaler Orderu Virtuti Militari (zm. 1969)
  - Jerzy Rudlicki, polski pilot, inżynier, konstruktor lotniczy (zm. 1977)
- 1894:
  - Mikkjel Fønhus, norweski pisarz, dziennikarz, podróżnik (zm. 1973)
  - Osa Johnson, amerykańska podróżniczka, autorka filmów dokumentalnych (zm. 1953)
  - Ambrogio Levati, włoski gimnastyk (zm. 1963)
  - Heikki Liimatainen, fiński lekkoatleta, długodystansowiec (zm. 1980)
  - Władimir Triandafiłłow, radziecki oficer, teoretyk wojskowy (zm. 1931)
- 1895 – Józef Huwer, polski duchowny katolicki, werbista, męczennik, Sługa Boży (zm. 1941)
- 1896 – Lejb Garfunkel, litewski adwokat, polityk, działacz społeczności żydowskiej (zm. 1976)
- 1897:
  - Bogdan Kamieński, polski fizykochemik (zm. 1973)
  - Maria Valtorta, włoska poetka, pisarka, mistyczka, wizjonerka (zm. 1961)
- 1898 – Reginald Marsh, amerykański malarz (zm. 1954)
- 1899 – Ricardo Adolfo de la Guardia Arango, panamski polityk, prezydent Panamy (zm. 1969)
- 1900 – Myrtle Woods, australijska aktorka (zm. 2001)
- 1901:
  - Sidney Atkinson, południowoafrykański lekkoatleta, płotkarz (zm. 1977)
  - Józef Berger, polski duchowny ewangelicki, teolog, działacz społeczny i polityczny na Zaolziu (zm. 1962)
  - János Esterházy, czechosłowacki polityk, działacz mniejszości węgierskiej (zm. 1957)
- 1902 – Henri Barbé, francuski polityk, kolaborant (zm. 1966)
- 1903:
  - Mustafa Barzani, kurdyjski polityk (zm. 1979)
  - Otto Friedrich Bollnow, niemiecki filozof, pedagog (zm. 1991)
  - Adolph Gottlieb, amerykański malarz pochodzenia żydowskiego (zm. 1974)
  - Józef Sobota, polski piłkarz, trener (zm. 1979)
- 1904:
  - Jakub Rajnglas, polski aktor pochodzenia żydowskiego (zm. 1967)
  - Italo Zamberletti, włoski piłkarz, bramkarz, trener (zm. 1981)
- 1905:
  - Raymond Aron, francuski filozof, socjolog, teoretyk polityki, wykładowca akademicki, publicysta pochodzenia żydowskiego (zm. 1983)
  - Ann-Margret Ahlstrand, szwedzka lekkoatletka, skoczkini wzwyż (zm. 2001)
  - Lesław Bodeński, polski dyplomata (zm. 1982)
  - Kazimierz Miotk, polski polityk, poseł na Sejm PRL (zm. 1982)
- 1906:
  - Rodolfo Biagi, argentyński muzyk, kompozytor (zm. 1969)
  - Ulvi Cemal Erkin, turecki kompozytor, pedagog (zm. 1972)
  - Adam Galis, polski poeta, eseista, tłumacz (zm. 1988)
- 1907:
  - Stanisław Ryszard Dobrowolski, polski poeta, prozaik, tłumacz (zm. 1985)
  - Björn-Erik Höijer, szwedzki pisarz (zm. 1996)
  - Leon Kamaszewski, polski działacz i partyzant komunistyczny (zm. 1973)
  - Salomon Łastik, polski historyk literatury, pisarz, publicysta, wydawca, nauczyciel pochodzenia żydowskiego (zm. 1977)
- 1908 – Maurice Merleau-Ponty, francuski filozof, wykładowca akademicki (zm. 1961)
- 1909:
  - Aleksiej Aksionow, rosyjski kompozytor, pedagog (zm. 1962)
  - Halina Drohocka, polska aktorka (zm. 2005)
- 1910:
  - Jozef Feranec, słowacki duchowny katolicki, biskup bańskobystrzycki (zm. 2003)
  - Ernst Schäfer, niemiecki ornitolog (zm. 1992)
- 1911:
  - Abdusalom Dehoti, tadżycki pisarz, krytyk literacki (zm. 1962)
  - József Kovács, węgierski lekkoatleta, płotkarz (zm. 1990)
  - Karl Neckermann, niemiecki lekkoatleta, sprinter (zm. 1984)
  - Akira Yoshizawa, japoński twórca origami (zm. 2005)
- 1912:
  - John Amery, brytyjski faszysta, kolaborant, propagandzista radiowy (zm. 1945)
  - Cliff Bastin, angielski piłkarz (zm. 1991)
  - Les Brown, amerykański klarnecista, saksofonista, kompozytor, aktor (zm. 2001)
  - Wasilij Łukszyn, radziecki generał major KGB (zm. 1967)
  - Juliusz Tadeusz Mycke, polski harcerz, członek Szarych Szeregów, porucznik ZWZ-AK, uczestnik powstania warszawskiego (zm. 1944)
  - Charles Van Acker, belgijski kierowca wyścigowy (zm. 1998)
  - Roger Verey, polski wioślarz, trener i sędzia wioślarski (zm. 2000)
  - Kazimierz Wejchert, polski siatkarz, architekt, urbanista, wykładowca akademicki (zm. 1993)
- 1913:
  - Filip Hernández Martínez, hiszpański salezjanin, męczennik, błogosławiony (zm. 1936)
  - Jan Markowski, polski wojskowy, kompozytor, pianista (zm. 1980)
  - Dominik Tatarka, słowacki pisarz (zm. 1989)
- 1914:
  - Anatolij Drygin, radziecki wojskowy, polityk (zm. 1990)
  - Sadik Kaceli, albański malarz (zm. 2000)
  - Jan Zdzisław Karczewski, polski entomolog (zm. 1986)
  - Fiorenzo Marini, włoski szpadzista (zm. 1991)
  - Elżbieta Osterwa, polska aktorka (zm. 1989)
  - Bill Owen, brytyjski aktor, autor piosenek (zm. 1999)
  - Janaq Paço, albański rzeźbiarz (zm. 1991)
  - Lee Petty, amerykański kierowca wyścigowy (zm. 2000)
  - Vincenzo Pinton, włoski szablista (zm. 1980)
  - Robert Pete Williams, amerykański gitarzysta i wokalista bluesowy, zabójca (zm. 1980)
  - Szalom Zisman, izraelski wojskowy, polityk (zm. 1967)
- 1915:
  - Józef Kaczoruk, polski podporucznik AK (zm. 1994)
  - Antonina Pietrowa, radziecka partyzantka (zm. 1941)
  - Zulfiya, uzbecka poetka (zm. 1996)
  - Józef Zbigniew Żulikowski, polski kapitan pilot (zm. 1993)
- 1916:
  - Riszat Abdullin, radziecki śpiewak operowy (baryton) (zm. 1988)
  - Horton Foote, amerykański scenarzysta filmowy (zm. 2009)
  - Pentti Laasonen, fiński matematyk, wykładowca akademicki (zm. 2000)
- 1917 – Józef Hordyński, polski skoczek narciarski, trener (zm. 2009)
- 1918:
  - Bogusław Mierzwa, polski porucznik pilot (zm. 1941)
  - Vevé, brazylijski piłkarz (zm. 1964)
- 1919 – John Duncan Sr., amerykański polityk (zm. 1988)
- 1920:
  - Harry Boye Karlsen, norweski piłkarz (zm. 1994)
  - Zofia Książek-Bregułowa, polska aktorka, poetka (zm. 2014)
  - Stefan Mirowski, polski harcmistrz, żołnierz AK (zm. 1996)
  - Dorothy Odam-Tyler, brytyjska lekkoatletka, skoczkini wzwyż (zm. 2014)
- 1921:
  - Edward Martuszewski, polski publicysta, krytyk literacki i teatralny, tłumacz, eseista, prozaik, historyk, bibliofil (zm. 1982)
  - Anna Magdalena Schwarzová, czeska karmelitanka bosa (zm. 2017)
- 1922:
  - Les Baxter, amerykański kompozytor muzyki filmowej, pianista (zm. 1996)
  - Bob Bignall, australijski piłkarz (zm. 2013)
  - Maqo Çomo, albański polityk komunistyczny, więzień polityczny (zm. 1998)
  - Dominik Fijałkowski, polski biolog, botanik, wykładowca akademicki (zm. 2015)
  - Milton H. Greene, amerykański fotograf, producent filmowy (zm. 1985)
  - Andrzej Kaliciński, polski lekarz, wykładowca akademicki, polityk, senator RP (zm. 2002)
- 1923 – Diane Arbus, amerykańska fotograf pochodzenia żydowskiego (zm. 1971)
- 1924:
  - Józef Góralczyk, polski agronom, wykładowca akademicki, polityk, senator RP (zm. 2006)
  - Jerzy Lewczyński, polski fotograf (zm. 2014)
  - Martin Malia, amerykański historyk, wykładowca akademicki (zm. 2004)
- 1925:
  - John Wain, brytyjski prozaik, poeta, krytyk literacki (zm. 1994)
  - Rimma Żukowa, rosyjska łyżwiarka szybka (zm. 1999)
- 1926 – Czesław Lenc, polski piłkarz (zm. 1998)
- 1927:
  - Cezar Orszanski, rosyjski twórca filmów animowanych (zm. 2016)
  - Bill Rexford, amerykański kierowca wyścigowy (zm. 1994)
  - Chuck Share, amerykański koszykarz (zm. 2012)
- 1928:
  - Frank Borman, amerykański pułkownik lotnictwa, pilot wojskowy, astronauta (zm. 2023)
  - Hans-Lothar Fauth, niemiecki działacz społeczny (zm. 2012)
  - Richard Marsh, brytyjski polityk (zm. 2011)
  - Janusz Narzyński, polski duchowny luterański, teolog, prezes Polskiej Rady Ekumenicznej (zm. 2020)
- 1929:
  - Tadeusz Grabski, polski ekonomista, polityk, wojewoda poznański, poseł na Sejm PRL, wicepremier (zm. 1998)
  - Maurice Jacquel, francuski zapaśnik (zm. 2004)
- 1930:
  - Walter Habersatter, austriacki skoczek narciarski (zm. 2018)
  - Jan Kulaszewicz, polski dyrygent, chórmistrz (zm. 2019)
- 1931:
  - Ian Adam, brytyjski śpiewak operowy (tenor), trener śpiewu (zm. 2007)
  - José Carlos de Oliveira, brazylijski duchowny katolicki, biskup Rubiataba-Mozarlândia
  - Norberto Conde, argentyński piłkarz (zm. 2014)
  - Léonard Dhejju, kongijski duchowny katolicki, biskup Bunia (zm. 2019)
  - Dionizy Maliszewski, polski poeta, publicysta, działacz społeczny (zm. 1987)
  - Lisbeth Palme, szwedzka psycholog, działaczka społeczna (zm. 2018)
  - Anja Pohjola, fińska aktorka
  - Frank Sando, brytyjski lekkoatleta, długodystansowiec (zm. 2012)
  - Anna Strońska, polska reporterka, publicystka, pisarka (zm. 2007)
  - Sylwester Wójcik, polski prawnik, wykładowca akademicki (zm. 2005)
- 1932:
  - Mika Antić, serbski poeta (zm. 1986)
  - Naina Jelcyna, rosyjska pierwsza dama
  - Jerzy Szczygieł, polski pisarz (zm. 1983)
- 1933:
  - Michael Caine, brytyjski aktor
  - René Felber, szwajcarski polityk, prezydent Szwajcarii (zm. 2020)
  - Quincy Jones, amerykański trębacz, kompozytor, producent muzyczny (zm. 2024)
  - Georges Lamia, francuski piłkarz, bramkarz (zm. 2014)
  - Krystyna Szostek-Radkowa, polska śpiewaczka operowa (mezzosopran)
- 1934:
  - Eugene Cernan, amerykański astronauta (zm. 2017)
  - Shirley Scott, amerykańska pianistka i organistka jazzowa (zm. 2002)
  - Dionigi Tettamanzi, włoski duchowny katolicki, arcybiskup Genui i Mediolanu, kardynał (zm. 2017)
- 1935:
  - Per Jersild, szwedzki lekarz, pisarz
  - Gétatchèw Mèkurya, etiopski saksofonista jazzowy (zm. 2016)
- 1936 – Maryan Synakowski, francuski piłkarz pochodzenia polskiego (zm. 2021)
- 1937:
  - Jerzy Adamski, polski bokser (zm. 2002)
  - Arturo Chaires, meksykański piłkarz (zm. 2020)
  - Benny Paret, kubański bokser (zm. 1962)
- 1938:
  - Rodrigo Orlando Cabrera Cuéllar, salwadorski duchowny katolicki, biskup Santiago de María (zm. 2022)
  - Florentino Cinense, filipiński duchowny katolicki, biskup Tarlac
  - Lucyna Krawcewicz, polska lekkoatletka, oszczepniczka, szachistka
  - Glauber Rocha, brazylijski reżyser filmowy (zm. 1981)
  - Tadeusz Ross, polski aktor, piosenkarz, satyryk, polityk, poseł na Sejm RP, eurodeputowany (zm. 2021)
- 1939:
  - Pilar Bardem, hiszpańska aktorka (zm. 2021)
  - Bertrand Blier, francuski reżyser i scenarzysta filmowy (zm. 2025)
  - Yves Boisset, francuski reżyser i scenarzysta filmowy (zm. 2025)
  - Jerzy Surdykowski, polski pisarz
- 1940:
  - Petyr Beron, bułgarski zoolog, wykładowca akademicki, polityk
  - Heinz Erbstößer, niemiecki lekkoatleta, sprinter
  - William Fisher, brytyjski bokser (zm. 2018)
  - Masahiro Hamazaki, japoński piłkarz, bramkarz (zm. 2011)
  - Hans-Olaf Henkel, niemiecki menedżer, wykładowca akademicki, publicysta, działacz gospodarczy, polityk, eurodeputowany
  - Julian Hunte, polityk i dyplomata z Saint Lucia
  - Jerzy Jarmołowski, polski poeta, prozaik (zm. 2002)
  - Ewa John, polska chemik, wykładowczyni akademicka (zm. 2015)
- 1941:
  - Eleonora Harendarska, polska muzykolog, działaczka kulturalna
  - Sarhad Jammo, iracki duchowny chaldejski, eparcha San Diego (zm. 2025)
  - Bruno Mazzia, włoski piłkarz, trener
  - Wolfgang Petersen, niemiecki reżyser, scenarzysta, producent filmowy i telewizyjny (zm. 2022)
  - Józef Stefaniak, polski hokeista, trener
- 1942:
  - Geraldo Lyrio Rocha, brazylijski duchowny katolicki, biskup Colatina, arcybiskup Mariany (zm. 2023)
  - Grzegorz Rozenberg, polski matematyk, informatyk, wykładowca akademicki
  - Jerzy Trela, polski aktor (zm. 2022)
  - Waldemar Tura, polski szachista, kompozytor szachowy
  - Rita Tushingham, brytyjska aktorka
- 1943:
  - Jerzy Dembczyński, polski fizyk, wykładowca akademicki (zm. 2023)
  - Manfred Koprek, polski piłkarz, trener
  - Sheri Mita, albański aktor, reżyser i scenarzysta filmowy (zm. 2012)
  - Bernd Patzke, niemiecki piłkarz, trener
  - Cosimo Pinto, włoski bokser
- 1944:
  - Steve Dash, amerykański aktor, kaskader, producent filmowy (zm. 2018)
  - Alan Hopes, brytyjski duchowny chrześcijański, biskup diecezji wschodnioangielskiej
  - Clyde Lee, amerykański koszykarz
  - Manuel Raga, meksykański koszykarz, trener
- 1945:
  - Leo Cornelio, indyjski duchowny katolicki, arcybiskup Bhopal
  - Anna Górna-Kubacka, polska polityk, poseł na Sejm RP
  - Sieglinde Hofmann, niemiecka terrorystka
  - Bethuel Pakalitha Mosisili, sotyjski polityk, premier Lesotho
- 1946:
  - Zygmunt Anczok, polski piłkarz
  - Álvaro Arzú, gwatemalski polityk, prezydent Gwatemali (zm. 2018)
  - Baldocchi, brazylijski piłkarz
  - Andrzej Gotowt, polski żeglarz sportowy, trener
  - Andrzej Kasprzak, polski koszykarz (zm. 2023)
  - Nina Terentiew, polska dziennikarka telewizyjna
  - Wes Unseld, amerykański koszykarz, trener (zm. 2020)
- 1947:
  - Pam Ayres, brytyjska poetka
  - John Byrum, amerykański reżyser filmowy
  - Jolanta Horodecka-Wieczorek, polska pisarka, autorka bajek i baśni (zm. 2021)
  - Janusz Płoński, polski scenarzysta filmowy
  - Giennadij Troszew, rosyjski generał (zm. 2008)
  - Józef Zając, polski matematyk, wykładowca akademicki, polityk, senator RP
- 1948:
  - Józef Berger, polski pedagog, polityk, poseł na Sejm RP
  - Tom Coburn, amerykański polityk, senator
  - Billy Crystal, amerykański aktor, pisarz
  - Philippe Maystadt, belgijski prawnik, polityk, prezes Europejskiego Banku Inwestycyjnego (zm. 2017)
  - Joaquim Mendes, portugalski duchowny katolicki, biskup pomocniczy Patriarchatu Lizbony
- 1950:
  - Patricio Buzon, filipiński duchowny katolicki, biskup Bacolod
  - Rick Dees, amerykański didżej, prezenter radiowy
  - Galina Kreft, rosyjska kajakarka (zm. 2005)
  - Tadeusz Kupidura, polski przedsiębiorca
  - Linda Sharp, amerykańska koszykarka, trenerka
  - Jacek Siciński, polski zoolog, hydrobiolog, polarnik, wykładowca akademicki
  - Andrzej Siemaszko, polski prawnik, wykładowca akademicki
- 1951:
  - Iris Claus, niemiecka lekkoatletka, biegaczka średniodystansowa
  - Józefa Gądek-Węsierski, polska biochemik, profesor nauk biologicznych
  - Season Hubley, amerykańska aktorka, piosenkarka
  - Stefania Jagielnicka-Kamieniecka, polska dziennikarka, pisarka, poetka
  - Olha Kozakowa, ukraińska siatkarka
  - Sarah Ludford, brytyjska polityk
  - Fernando Viola, włoski piłkarz (zm. 2001)
- 1952:
  - Wojciech Belon, polski poeta, kompozytor wokalista, członek zespołu Wolna Grupa Bukowina (zm. 1985)
  - Martin Dempsey, amerykański generał
  - Marek Dul, polski inżynier, samorządowiec, prezydent Dąbrowy Górniczej (zm. 2025)
  - Zoja Iwanowa, kazachska lekkoatletka, maratonka
  - Tadeusz Sawa-Borysławski, polski architekt, grafik, autor instalacji, wykładowca akademicki
- 1953:
  - Marian Buczek, polski duchowny katolicki, biskup charkowsko-zaporoski
  - Tommaso Montano, włoski szablista
- 1954:
  - Tadeusz Markowski, polski pisarz science fiction,tłumacz
  - Gheorghe Megelea, rumuński lekkoatleta, oszczepnik
  - Waleri Simeonow, bułgarski inżynier, przedsiębiorca, polityk
- 1955:
  - Aleksander Andryszak, polski polityk, poseł na Sejm RP (zm. 2009)
  - Daniel Bertoni, argentyński piłkarz
- 1956:
  - Sören Börjesson, szwedzki piłkarz, trener (zm. 2024)
  - Johannes Fiebag, niemiecki pisarz, geolog, ufolog
  - Sławomir Kaczorowski, polski kompozytor
  - Jan Kisieliński, polski polityk, poseł na Sejm RP
  - Aleksiej Pażytnow, rosyjski programista
  - Tessa Sanderson, brytyjska lekkoatletka, oszczepniczka
- 1957:
  - Peter Boeve, holenderski piłkarz, trener
  - Bożena Budzińska, polska poetka, pisarka, krytyk literacki (zm. 2005)
  - Edward Dymek, polski aktor niezawodowy (zm. 2010)
  - Franco Frattini, włoski prawnik, polityk, minister spraw zagranicznych, wiceprzewodniczący Komisji Europejskiej (zm. 2022)
  - Florentino Lavarias, filipiński duchowny katolicki, arcybiskup San Fernando
  - Lawrence Mukasa, ugandyjski duchowny katolicki, biskup Kasana–Luweero
  - Leon Tarasewicz, polski malarz
  - Tad Williams, amerykański pisarz science fiction i fantasy
- 1958:
  - Albert II Grimaldi, książę Monako
  - Zbigniew Karkowski, polski kompozytor, muzyk (zm. 2013)
  - Alfred Krzystyniak, polski żużlowiec (zm. 2020)
  - Jan Krzystyniak, polski żużlowiec, trener
  - Jan Niemiec, polski duchowny katolicki, biskup pomocniczy diecezji kamienieckiej, biskup tytularny Decoriany (zm. 2020)
  - Rainer Schöpp, niemiecki curler, trener
  - Zbigniew Stawrowski, polski filozof polityki
  - Leonhard Stock, austriacki narciarz alpejski
  - Russell Todd, amerykański aktor
- 1959:
  - Małgorzata Balbuza-Szumińska, polska lekkoatletka, biegaczka długodystansowa
  - Pierangelo Bincoletto, włoski kolarz szosowy i torowy
  - Patrick Dupond, francuski tancerz, aktor (zm. 2021)
  - Laila Robins, amerykańska aktorka
  - Krzysztof Rudziński, polski menadżer, urzędnik państwowy (zm. 2020)
- 1960:
  - Ricardo Araya, argentyński duchowny katolicki, biskup Cruz del Eje
  - Christopher Clark, australijski historyk
  - George Horvath, szwedzki pięcioboista nowoczesny (zm. 2022)
  - Joseph Mopeli Sephamola, sotyjski duchowny katolicki, biskup Qacha’s Nek
  - Petter Næss, norweski aktor, reżyser filmowy i teatralny
  - Wojciech Pazdur, polski poeta, dziennikarz, działacz opozycji antykomunistycznej (zm. 2013)
  - Lidia Pospieszalska, polska wokalistka jazzowa
  - Kirby Puckett, amerykański baseballista (zm. 2006)
- 1961:
  - Brigitte Graune, niemiecka lekkoatletka, oszczepniczka
  - Penny Johnson Jerald, amerykańska aktorka
  - José Luis Mendilibar, hiszpański piłkarz, trener
  - Józefa Szczurek-Żelazko, polska polityk, poseł na Sejm RP
- 1962:
  - Bruno Bellone, francuski piłkarz
  - Cwetanka Christowa, bułgarska lekkoatletka, dyskobolka (zm. 2008)
  - Éric Prié, francuski szachista
  - Vetle Vinje, norweski wioślarz
- 1963:
  - Andrew Fleming, amerykański scenarzysta, producent i reżyser filmowy i telewizyjny
  - Mike Muir, amerykański wokalista, członek zespołów: Suicidal Tendencies i Infectious Grooves
  - Anna Osmakowicz, polska wokalistka, aktorka
  - Ricardo Peláez, meksykański piłkarz
- 1964:
  - Anna Olsson, szwedzka kajakarka
- 1965:
  - Jelena Agafonnikowa, rosyjska koszykarka, trenerka
  - José Francisco Falcão de Barros, brazylijski duchowny katolicki, biskup pomocniczy Ordynariatu Polowego Brazylii
  - Aamir Khan, indyjski aktor, reżyser i producent filmowy
  - Mirosław Kowalik, polski basista, członek zespołu Raz, Dwa, Trzy
  - Billy Sherwood, amerykański muzyk, kompozytor, producent muzyczny
  - Kevin Williamson, amerykański aktor, scenarzysta filmowy
- 1966:
  - Ewa Klajman-Gomolińska, polska pisarka, poetka, publicystka
  - Elise Neal, amerykańska aktorka
- 1967:
  - Alessandra Basso, włoska prawnik, polityk
  - John Emms, brytyjski szachista
  - Edward Fincke, amerykański inżynier, pułkownik lotnictwa, astronauta
  - Walentin Gecow, bułgarski zapaśnik
  - Dieudonné Nzapalainga, środkowoafrykański duchowny katolicki, arcybiskup Bangi, kardynał
  - Melissa Reeves, amerykańska aktorka
- 1968:
  - Megan Follows, kanadyjska aktorka
  - James Frain, brytyjski aktor, reżyser filmowy, telewizyjny i teatralny
  - Roberts Ķīlis, łotewski antropolog społeczny, polityk, minister oświaty i nauki (zm. 2022)
  - Marko Klok, holenderski siatkarz
  - Tomasz Lem, polski tłumacz
  - Jan Sosniok, niemiecki aktor
- 1969:
  - Larry Johnson, amerykański koszykarz
  - Manny Melchor, filipiński bokser
  - Joseph Naffah, libański duchowny maronicki, biskup pomocniczy Dżubby, Sarby i Dżuniji
- 1970:
  - Júnior Baiano, brazylijski piłkarz
  - Aleksandr Biekietow, rosyjski szpadzista
  - Chris Hondros, amerykański fotoreporter pochodzenia greckiego (zm. 2011)
  - Witalij Łytwynenko, ukraiński hokeista, trener
  - Renata Tokarz, polska lekkoatletka, miotaczka
  - Andree Wiedener, niemiecki piłkarz
- 1971:
  - Edilene Andrade, brazylijska judoczka
  - Tomasz Dobrzeniecki, polski gitarzysta, basista, wokalista, lider zespołu Hazael
  - Steve Horvat, australijski piłkarz pochodzenia chorwackiego
  - Joanna Kaczyńska, polska dekoratorka wnętrz, scenograf, kostiumograf
  - Salima Yenbou, francuska nauczycielka, działaczka samorządowa, polityk, eurodeputowana
- 1972:
  - Iwona Błaszkowska, polska piłkarka ręczna
  - Yann Bonato, francuski koszykarz
  - Roman Dąbrowski, polski piłkarz
  - Clover Maitland, australijska hokeistka na trawie
  - Stevan Pletikosić, serbski strzelec sportowy
- 1973:
  - Betsy Brandt, amerykańska aktorka
  - Luis Fernández, wenezuelski aktor
  - Predrag Pažin, bułgarski piłkarz
  - Caroline Powell, nowozelandzka jeźdźczyni sportowa
  - Hakan Ünsal, turecki piłkarz
- 1974:
  - Mark Fish, południowoafrykański piłkarz
  - Jeppe Kofod, duński polityk
  - Teona Strugar Mitewska, macedońska reżyserka i scenarzystka filmowa
  - Grace Park, kanadyjska aktorka
  - Justyna Szafran, polska aktorka, piosenkarka
- 1975:
  - Steve Harper, angielski piłkarz, bramkarz
  - Basilio Mamani Quispe, boliwijski duchowny katolicki, biskup pomocniczy La Paz
  - Dmitri Markov, australijski lekkoatleta, tyczkarz pochodzenia białoruskiego
  - Cyril Mourgine, maurytyjski piłkarz
  - Graeme Randall, brytyjski judoka
- 1976:
  - Daniel Gillies, kanadyjski aktor pochodzenia nowozelandzkiego
  - Jimmy Jump, kataloński agent nieruchomości, skandalista
  - Georgi Petkow, bułgarski piłkarz, bramkarz
  - Antonio Sancho, meksykański piłkarz
  - Corey Stoll, amerykański aktor
  - Raszyd Tiemriezow, rosyjski polityk, prezydent Karaczajo-Czerkiesji
  - Sarah Ulmer, nowozelandzka kolarka torowa i szosowa
- 1977:
  - Matthew Booth, południowoafrykański piłkarz
  - Ida Corr, duńska piosenkarka
  - Aki Hoshino, japońska aktorka, modelka
  - Kim Nam-il, południowokoreański piłkarz
  - Alexander Kosenkow, niemiecki lekkoatleta, sprinter pochodzenia kirgiskiego
  - Naoki Matsuda, japoński piłkarz (zm. 2011)
- 1978:
  - Bas Tajpan, polski raper, wokalista, autor tekstów (zm. 2025)
  - Carl Johan Bergman, szwedzki biathlonista
  - Carlo Giuliani, włoski alterglobalista (zm. 2001)
  - Pieter van den Hoogenband, holenderski pływak
  - Seiko Okamoto, japońska tenisistka
  - Natacha Randriantefy, madagaskarska tenisistka
  - Magdalena Smalara, polska aktorka
  - Giorgio A. Tsoukalos, grecki pisarz, dziennikarz, ufolog
  - Wigor, polski raper, producent muzyczny
- 1979:
  - Nicolas Anelka, francuski piłkarz
  - Anna Kwitniewska, polska gimnastyczka
  - Gao Ling, chińska badmintonistka
  - Chris Klein, amerykański aktor
  - Janne Ylijärvi, fiński skoczek narciarski
- 1980:
  - Érik Boisse, francuski szpadzista
  - Tiffany Davis, amerykańska tenisistka
  - Katarzyna Demianiuk, polska wioślarka
  - Colin Healy, irlandzki piłkarz
  - Kristofer Michael Helgen, amerykański przyrodnik, mastolog
  - Mercedes McNab, kanadyjska aktorka
- 1981:
  - Beata Kiełtyka, polska biathlonistka
  - Katarína Knechtová, słowacka piosenkarka
  - Jan Polák, czeski piłkarz
  - Steve Thomas, amerykański koszykarz
- 1982:
  - Chu Mu-yen, tajwański taekwondzista
  - Joanna Kondrat, polska wokalistka
  - Kate Maberly, brytyjska aktorka
  - Érika de Souza, brazylijska koszykarka
  - François Sterchele, belgijski piłkarz (zm. 2008)
- 1983:
  - Baktijar Artajew, kazachski bokser
  - Fabrice Do Marcolino, gaboński piłkarz
  - Taylor Hanson, amerykański muzyk, wokalista, członek zespołu Hanson
  - Agnieszka Kapała-Sokalska, polska adwokat, działaczka samorządowa, członkini zarządu województwa pomorskiego
  - Alessandra Meyer-Wölden, niemiecka modelka, aktorka
  - Neri-Mandei Niannguara, grecka pływaczka
  - Shellerini, polski raper
- 1984:
  - Dan Crenshaw, amerykański komandor podporucznik, polityk, kongresman
  - Katarzyna Dąbrowska, polska aktorka, piosenkarka
  - Ana Muniz, brazylijska pływaczka
  - Antoni Porowski, kanadyjski aktor, model, kucharz, osobowość telewizyjna pochodzenia polskiego
  - Antti Siltala, fiński siatkarz
- 1985:
  - Ian Black, szkocki piłkarz
  - Dóra Dávid, węgierska prawnik, polityk, eurodeputowana
  - Karolina Gorczyca, polska aktorka
  - Nastassia Kinnunen, białorusko-fińska biathlonistka, biegaczka narciarska
  - Martina Kocher, szwajcarska saneczkarka
  - Hywel Lloyd, brytyjski kierowca wyścigowy
  - Konstantin Romanow, kazachski hokeista pochodzenia rosyjskiego
  - Jessica Samuelsson, szwedzka lekkoatletka, wieloboistka
  - Alona Starodubcewa, rosyjska zapaśniczka
  - Ana Vasconcelos Martins, portugalska polityk, eurodeputowana
- 1986:
  - Jamie Bell, brytyjski aktor
  - Anna Klasztorna, rosyjska lekkoatletka, skoczkini w dal
  - Marina Szainowa, rosyjska sztangistka
- 1987:
  - Christo Marinow, bułgarski zapaśnik
  - Maria Nowakowska, polska modelka, zdobywczyni tytułu Miss Polonia
  - Aravane Rezaï, francuska tenisistka pochodzenia irańskiego
- 1988:
  - Stephen Curry, amerykański koszykarz
  - Sasha Grey, amerykańska aktorka, modelka, muzyk, pisarka
  - José Juan Vázquez, meksykański piłkarz
- 1989:
  - Colby O’Donis, amerykański piosenkarz pochodzenia portorykańskiego
  - Patrick Patterson, amerykański koszykarz
- 1990:
  - Joe Allen, walijski piłkarz
  - Peter Chambers, brytyjski wioślarz
  - Tamás Kádár, węgierski piłkarz
  - Magdalena Kowalczyk, polska siatkarka
  - Jonathan Kuck, amerykański łyżwiarz szybki
  - Oksana Okuniewa, ukraińska lekkoatletka, skoczkini wzwyż
  - Kolbeinn Sigþórsson, islandzki piłkarz
  - Mönchbatyn Uranceceg, mongolska judoczka
  - Katarzyna Wawrzyniak, polska siatkarka
- 1991:
  - Facundo Ferreyra, argentyński piłkarz
  - Emir Bekrić, serbski lekkoatleta, płotkarz
  - Mateusz Możdżeń, polski piłkarz
  - Gōtoku Sakai, japoński piłkarz pochodzenia niemieckiego
  - Agnieszka Szczypczyk, polska brydżystka
- 1992:
  - Tsanko Arnaudov, portugalski lekkoatleta, kulomiot pochodzenia bułgarskiego
  - Giacomo Beretta, włoski piłkarz
  - Youcef Belaïli, algierski piłkarz
  - Kristen Bujnowski, kanadyjska bobsleistka
  - Yasuhiro Koseki, japoński piłkarz
  - Mikael Kuronen, fiński hokeista
  - Mardik Mardikian, syryjski piłkarz pochodzenia ormiańskiego
  - Lukas Müller, austriacki skoczek narciarski
  - Juan Muñiz, hiszpański piłkarz
  - Alin Toșca, rumuński piłkarz
- 1993:
  - Anthony Bennett, kanadyjski koszykarz
  - Marko Ramljak, chorwacki koszykarz
  - Janne Saksela, fiński piłkarz
  - Anna Wloka, polska lekkoatletka, kulomiotka
- 1994:
  - Leonardo Bertone, szwajcarski piłkarz
  - Ansel Elgort, amerykański aktor, didżej, producent muzyczny
  - Patrycja Flakus, polska siatkarka
  - Nicholas Goepper, amerykański narciarz dowolny
  - Jonny Gray, szkocki rugbysta
  - Jan Grzeliński, polski koszykarz
  - Michael Lüftner, czeski piłkarz
  - Dayami Sanchez, kubańska siatkarka
  - Eneasz Wiewióra, polski szachista
- 1995:
  - Małgorzata Jasek, polska siatkarka
  - Sanja Mandić, serbska koszykarka
- 1996:
  - Eden Silva, brytyjska tenisistka pochodzenia lankijsko-rosyjskiego
  - Natalia Zambrzycka, polska aktorka
- 1997:
  - Simone Biles, amerykańska gimnastyczka
  - Fernando Fonseca, portugalski piłkarz
  - Alfred García, hiszpański piosenkarz
  - Dawid Kownacki, polski piłkarz
  - Harrie Lavreysen, holenderski kolarz torowy
  - Miles Robinson, amerykański piłkarz
- 1998:
  - Petra Adamovičová, słowacka siatkarka
  - Tyson Jost, kanadyjski hokeista
- 1999:
  - Marvin Bagley, amerykański koszykarz
  - Žan Celar, słoweński piłkarz
  - Amanuel Yohannes, etiopski piłkarz
- 2000:
  - Marsel Ismajlgeci, albański piłkarz
  - Ben Lhassine Kone, iworyjski piłkarz
  - Rebecca Smith, kanadyjska pływaczka
- 2001 – Nico Mannion, włoski koszykarz
- 2002:
  - Flórián Molnár, węgierski skoczek narciarski
  - Matías Ocampo, urugwajski piłkarz
  - Yaynelis Sanz, kubańska zapaśniczka
- 2003 – Riccardo Giovannini, włoski skoczek do wody
- 2005 – Isaias Galván, meksykański piłkarz
- 2006 – Patryk Goszczurny, polski kolarz szosowy

## Zmarli
- 557 – Leobin z Chartres, biskup, święty (ur. ?)
- 880 – Einhard, frankijski biograf, kronikarz (ur. ok. 775)
- 968 – Matylda von Ringelheim, królowa Niemiec, święta (ur. ok. 895)
- 1211 – Pietro Gallocia, włoski kardynał (ur. ?)
- 1242 – Wisław z Kościelca, polski duchowny katolicki, biskup krakowski (ur. ?)
- 1272 – Enzio, król Sardynii (ur. ?)
- 1298 – Piotr Jan Olivi, francuski franciszkanin, teolog, scholastyk (ur. 1248)
- 1397 – Henryk VIII Wróbel, książę żagańsko-głogowski (ur. 1357–63)
- 1471 – Thomas Malory, angielski pisarz (ur. ok. 1405)
- 1503 – Fryderyk Jagiellończyk, polski królewicz, książę litewski, duchowny katolicki, arcybiskup gnieźnieński, biskup krakowski, prymas Polski (ur. 1468)
- 1509 – Giovanni Antonio Sangiorgio, włoski duchowny katolicki, biskup Parmy, kardynał (ur. 1439–42)
- 1522 – (lub 15 marca) Anna Radziwiłłówna, księżna mazowiecka (ur. 1476)
- 1549 – Wawrzyniec Cybo, włoski generał, książę Ferentillo (ur. 1500)
- 1555 – John Russell, angielski arystokrata, polityk (ur. 1485)
- 1571 – Jan II Zygmunt Zápolya, książę Siedmiogrodu (ur. 1540)
- 1603 – Ulryk, książę Meklemburgii-Güstrow (ur. 1528)
- 1618 – Wojciech Humiecki, polski szlachcic, polityk (ur. ?)
- 1622 – Henryk Anzelm von Promnitz, gubernator Dolnych Łużyc (ur. 1564)
- 1632 – Hidetada Tokugawa, japoński siogun (ur. 1579)
- 1641 – Zachariasz Nowoszycki, polski duchowny katolicki, biskup sufragan lwowski (ur. ?)
- 1644 – Mikołaj Sapieha Pobożny, polski szlachcic, polityk, wojewoda brzeskolitewski i miński (ur. 1581)
- 1647 – Fryderyk Henryk Orański, książę Oranii, stadhouder Republiki Zjednoczonych Prowincji (ur. 1584)
- 1648 – Ferdinando Fairfax, angielski arystokrata, polityk (ur. 1584)
- 1656 – Ludwik Wejher, polski pułkownik, polityk, wojewoda pomorski (ur. ?)
- 1682 – Jacob van Ruisdael, holenderski malarz, grafik (ur. 1628)
- 1696 – Jean Domat, francuski prawnik (ur. 1625)
- 1698 – Konstanty Samuel Lipski, polski duchowny katolicki, arcybiskup lwowski (ur. 1622)
- 1705 – James Scott, brytyjski arystokrata, wojskowy (ur. 1674)
- 1707 – Aleksander Jerzy Vorbek-Lettow, polski szlachcic, polityk (ur. 1642)
- 1720 – Burchard Suhm, saski i polski dyplomata (ur. 1666)
- 1754 – Pierre de La Chaussee, francuski dramatopisarz (ur. 1692)
- 1757 – John Byng, brytyjski admirał (ur. 1704)
- 1760 – Anton Filtz, niemiecki kompozytor (ur. 1733)
- 1765 – Elżbieta Drużbacka, polska poetka (ur. 1698)
- 1773 – Giovanni Molino, włoski duchowny katolicki, biskup Brescii, kardynał (ur. 1705)
- 1798 – Eleonora Czartoryska, polska księżna (ur. 1710)
- 1801 – Ignacy Krasicki, polski duchowny katolicki, biskup warmiński, arcybiskup gnieźnieński, prymas Polski, prozaik, poeta, publicysta (ur. 1735)
- 1803 – Friedrich Gottlieb Klopstock, niemiecki poeta (ur. 1724)
- 1805 – Stanisław Szczęsny Potocki, polski polityk, dyplomata, generał, marszałek konfederacji targowickiej (ur. 1753)
- 1811 – Augustus FitzRoy, brytyjski arystokrata, polityk, premier Wielkiej Brytanii (ur. 1735)
- 1816 – Franciszek Salezy Miaskowski, polski polityk (ur. 1739)
- 1823:
  - Charles-François Dumouriez, francuski generał (ur. 1739)
  - John Jervis, brytyjski admirał, polityk (ur. 1735)
- 1824 – Antonina Sachsen-Coburg-Saalfeld, księżna Saksonii (ur. 1779)
- 1828 – Paul François Quélen de Stuer de Causade, francuski arystokrata, polityk, dyplomata (ur. 1746)
- 1837:
  - Adela Crescini, polska śpiewaczka operowa (ur. 1799)
  - Jan Henryk Sierociński, polski duchowny unicki, uczestnik powstania listopadowego, zesłaniec (ur. 1798)
- 1845 – Jan Gałeczka, polski duchowny katolicki, działacz społeczny, drukarz (ur. 1766)
- 1849 – Józefa Ledóchowska, polska aktorka (ur. 1781)
- 1852 – François Fleury-Richard, francuski malarz (ur. 1777)
- 1853 – Julius Jacob von Haynau, austriacki hrabia, feldmarszałek (ur. 1786)
- 1855 – Hilary Walenty Meciszewski, polski publicysta, reżyser teatralny, polityk (ur. 1803)
- 1857 – Tommaso Riario Sforza, włoski kardynał (ur. 1782)
- 1861 – Louis Niedermeyer, szwajcarski kompozytor (ur. 1802)
- 1863 – Maria Augusta Wettyn, księżniczka saska (ur. 1782)
- 1877 – Juan Manuel de Rosas, argentyński generał, polityk, gubernator prowincji Buenos Aires (ur. 1793)
- 1882:
  - George Budd, brytyjski lekarz (ur. 1808)
  - Feliks Stobnicki, polski oficer, uczestnik powstania listopadowego, polityk (ur. 1800)
- 1883 – Karl Marx, niemiecki filozof, socjolog, ekonomista, dziennikarz, działacz rewolucyjny pochodzenia żydowskiego (ur. 1818)
- 1884 – Quintino Sella, włoski ekonomista, wykładowca akademicki, polityk (ur. 1827)
- 1885 – Biagio Miraglia, włoski poeta, psychiatra (ur. 1814)
- 1888 – Jakub Cusmano, włoski zakonnik, błogosławiony (ur. 1834)
- 1889 – Adonijah Welch, amerykański pedagog, prawnik, psycholog, socjolog, wykładowca akademicki, polityk (ur. 1821)
- 1891 – Ludwig Windthorst, niemiecki prawnik, adwokat, sędzia, polityk (ur. 1812)
- 1892 – Carl Credé, niemiecki ginekolog-położnik, wykładowca akademicki (ur. 1819)
- 1893:
  - Konstanty Bobczyński, polski ziemianin, oficer, uczestnik powstania styczniowego, polityk (ur. 1817)
  - Jan Ewangelista Goetz, polski piwowar pochodzenia niemieckiego (ur. 1815)
- 1894:
  - Jeszi Ymmebiet Ali, matka cesarza Etiopii Hajle Syllasje I (ur. ok. 1863)
  - József Török, węgierski chirurg, balneolog, wykładowca akademicki (ur. 1813)
- 1895 – Seweryn Bieliński, polski ziemianin, oficer, inżynier, polityk, działacz emigracyjny (ur. 1814)
- 1899 – Kazimierz Władysław Starzeński, polski hrabia, ziemianin, polityk (ur. 1816)
- 1901:
  - Sam Browne, brytyjski generał (ur. 1824)
  - Arthur Gore, brytyjski arystokrata, dyplomata (ur. 1839)
  - Rafał Ludwik Maszkowski, polski skrzypek, dyrygent (ur. 1838)
- 1903:
  - Ernest Legouvé, francuski prozaik, poeta (ur. 1807)
  - Johan Hendrik Weissenbruch, holenderski malarz (ur. 1824)
- 1908 – Lester Allen Pelton, amerykański wynalazca, technik (ur. 1829)
- 1910 – Berthold Kempinski, polski przedsiębiorca pochodzenia żydowskiego (ur. 1843)
- 1912:
  - Piotr Lebiediew, rosyjski fizyk, wykładowca akademicki (ur. 1866)
  - Seweryn Widt, polski inżynier, geodeta, wykładowca akademicki (ur. 1862)
- 1913 – Wiktor Czermak, polski historyk, wykładowca akademicki (ur. 1863)
- 1914 – Jan Rosół, polski polityk, działacz socjalistyczny, uczestnik powstania styczniowego (ur. 1844/45)
- 1916 – Seweryn Tymieniecki, polski adwokat, numizmatyk, działacz społeczny, muzealnik (ur. 1847)
- 1917:
  - Fernand Labori, francuski adwokat, polityk (ur. 1860)
  - Hendrik Jan Smidt, holenderski prawnik, polityk (ur. 1831)
- 1918 – Lucretia Garfield, amerykańska pierwsza dama (ur. 1832)
- 1922 – Otto Jaap, niemiecki mykolog, botanik, entomolog, pedagog (ur. 1864)
- 1923:
  - Samuel Maharero, namibijski wódz plemienny (ur. 1856)
  - Henrik Wigström, fiński złotnik (ur. 1862)
- 1924 – Henry Hun, amerykański neurolog, wykładowca akademicki (ur. 1854)
- 1925 – Walter Camp, amerykański futbolista, trener, dziennikarz sportowy (ur. 1859)
- 1926:
  - Jonas Jonsson, szwedzki żeglarz sportowy (ur. 1873)
  - Werner Zoege von Manteuffel, estoński chirurg, wykładowca akademicki pochodzenia niemieckiego (ur. 1857)
- 1927:
  - Jānis Čakste, łotewski polityk, prezydent Łotwy (ur. 1859)
  - Kurt Ungewitter, niemiecki pilot wojskowy, as myśliwski (ur. 1891)
  - Max Weiss, austriacki szachista (ur. 1857)
- 1928 – Stanisław Mierzwiński, polski major (ur. 1887)
- 1929 – Erasmus Kittler, niemiecki fizyk, elektrotechnik, wykładowca akademicki (ur. 1852)
- 1930 – Raimund Friedrich Kaindl, niemiecki historyk, etnograf, wykładowca akademicki (ur. 1866)
- 1931 – Alfred Grenander, szwedzki architekt (ur. 1863)
- 1932:
  - George Eastman, amerykański wynalazca, przedsiębiorca (ur. 1854)
  - Frederick Jackson Turner, amerykański historyk, wykładowca akademicki (ur. 1861)
- 1933 – Gabriel (Czepur), rosyjski biskup prawosławny (ur. 1874)
- 1934:
  - João do Canto e Castro, portugalski admirał, polityk, prezydent Portugalii (ur. 1862)
  - Sykstus Parmeński, belgijski oficer, książę (ur. 1886)
- 1935 – Antoni Goldman, polski chirurg pochodzenia żydowskiego (ur. ok. 1873)
- 1938:
  - Michał Kowalczuk, polski architekt, konserwator zabytków, rzeźbiarz (ur. 1855)
  - Tobeen, francuski malarz, grawer (ur. 1880)
- 1939 – Józef Gabowicz, polski rzeźbiarz pochodzenia żydowskiego (ur. 1862)
- 1940 – Gabriele Possanner, austriacka lekarka (ur. 1860)
- 1941:
  - Adam Heydel, polski ekonomista, wykładowca akademicki (ur. 1893)
  - Aleksander Serwacy Niedbalski, polski nauczyciel, działacz ludowy, polityk, poseł na Sejm Ustawodawczy i Sejm RP (ur. 1895)
- 1942:
  - Robert Guttmann, czeski malarz pochodzenia żydowskiego (ur. 1880)
  - Władysław Kozłowski, polski porucznik pilot, inżynier, konstruktor lotniczy (ur. 1907)
- 1943:
  - Siergiej Aczkasow, radziecki pilot wojskowy, as myśliwski (ur. 1919)
  - Pieter Cornelis Boutens, holenderski poeta (ur. 1870)
  - Wasil Zacharka, białoruski wojskowy, polityk, przewodniczący Rady Białoruskiej Republiki Ludowej na emigracji (ur. 1877)
- 1943 – Danuta Turczynowicz, polska poetka, harcerka, działaczka konspiracyjna (ur. 1921)
- 1945:
  - Francisco Braga, brazylijski kompozytor (ur. 1868)
  - Alexander Granach, austriacki aktor (ur. 1890)
  - Karl Säre, estoński polityk komunistyczny (ur. 1903)
- 1946:
  - Werner von Blomberg, niemiecki feldmarszałek (ur. 1878)
  - Pandelis Karasewdas, grecki pływak, strzelec sportowy (ur. 1877)
  - Eugeniusz Kukolski, polski żołnierz podziemia antykomunistycznego (ur. 1918)
- 1948:
  - Maria Józefina od Jezusa Ukrzyżowanego, włoska karmelitanka, błogosławiona (ur. 1894)
  - Lauri Malmberg, fiński generał porucznik (ur. 1888)
- 1949:
  - January Kołodziejczyk, polski botanik, pedagog (ur. 1889)
  - Nikoła Stanew, bułgarski historyk, działacz kulturalny (ur. 1862)
- 1951:
  - Gwilherm Berthou, bretoński terrorysta, publicysta, poeta, działacz narodowo-kulturalny (ur. 1908)
  - Lippo Hertzka, węgierski piłkarz, trener (ur. 1904)
- 1953 – Klement Gottwald, czechosłowacki polityk, działacz komunistyczny, prezydent Czechosłowacji (ur. 1896)
- 1954:
  - Marian Jedlicki, polski historyk państwa i prawa, mediewista, wykładowca akademicki (ur. 1899)
  - Roman Rudkowski, polski pułkownik pilot (ur. 1898)
- 1955 – Jenő Fuchs, węgierski szablista pochodzenia żydowskiego (ur. 1882)
- 1957:
  - Eugenio Castellotti, włoski kierowca wyścigowy (ur. 1930)
  - Boris Jurjew, radziecki generał porucznik, naukowiec (ur. 1889)
- 1958:
  - James Cohen, brytyjski lekkoatleta, skoczek w dal i sprinter (ur. 1906)
  - Aleksandros Tuferis, francuski lekkoatleta, trójskoczek pochodzenia greckiego (ur. 1876)
- 1960 – Oliver Kirk, amerykański bokser (ur. 1884)
- 1961:
  - Benjamin Adams, amerykański lekkoatleta, skoczek wzwyż i w dal (ur. 1890)
  - Felix Smeets, holenderski piłkarz (ur. 1904)
  - Akiba Rubinstein, polski szachista pochodzenia żydowskiego (ur. 1882)
- 1962 – Ernest Henley, brytyjski lekkoatletka, sprinter i średniodystansowiec (ur. 1889)
- 1963 – Karl-Erik Grahn, szwedzki piłkarz, trener (ur. 1914)
- 1965:
  - Frederick Browning, brytyjski generał porucznik (ur. 1896)
  - Marion Jones Farquhar, amerykańska tenisistka (ur. 1879)
- 1966:
  - Jörg Hartmann, niemiecka ofiara muru berlińskiego (ur. 1955)
  - Lothar Schleusener, niemiecka ofiara muru berlińskiego (ur. 1953)
- 1968 – Erwin Panofsky, niemiecki historyk sztuki, eseista pochodzenia żydowskiego (ur. 1892)
- 1969 – Clement Deykin, brytyjski rugbysta (ur. 1877)
- 1971 – Marian Iwańciów, polski malarz, grafik (ur. 1906)
- 1972 – Stanisław Jełowicki, polski zootechnik, wykładowca akademicki (ur. 1899)
- 1973:
  - Howard Aiken, amerykański informatyk, wykładowca akademicki (ur. 1900)
  - Otto Barnewald, niemiecki funkcjonariusz i zbrodniarz nazistowski (ur. 1896)
  - Kuźma Galicki, radziecki generał armii, polityk (ur. 1897)
- 1974:
  - Mato Lovrak, chorwacki autor literatury dziecięcej i młodzieżowej (ur. 1899)
  - Tadeusz Tempka, polski hematolog, internista, wykładowca akademicki (ur. 1885)
- 1975 – Susan Hayward, amerykańska aktorka (ur. 1917)
- 1976 – Busby Berkeley, amerykański reżyser i choreograf filmów muzycznych (ur. 1895)
- 1977:
  - Gyula Dávid, węgierski kompozytor (ur. 1913)
  - Helen Ferguson, amerykańska aktorka (ur. 1900)
- 1978 – John Marshall Butler, amerykański prawnik, polityk (ur. 1897)
- 1980:
  - Manlio Brosio, włoski prawnik, dyplomata, polityk (ur. 1897)
  - Robert Lee Dennison, amerykański admirał (ur. 1901)
  - Anna Jantar, polska piosenkarka (ur. 1950)
  - Paweł Lipowczan, polski pilot cywilny (ur. 1933)
  - Alan Parkhurst Merriam, amerykański muzykolog (ur. 1923)
- 1981:
  - Eleanor Perry, amerykańska scenarzystka filmowa (ur. 1914)
  - Ludwik Górski, polski działacz komunistyczny, poeta, prozaik, tłumacz, satyryk, autor słuchowisk radiowych (ur. 1915)
- 1982 –Nikołaj Rożanczuk, ukraiński polityk komunistyczny (ur. 1910)
- 1983 – Harald Nielsen, duński bokser (ur. 1902)
- 1984:
  - Jerzy Kuncewicz, polski prawnik, pisarz (ur. 1893)
  - Boris Łarin, rosyjski prozaik, poeta, scenarzysta (ur. 1932)
- 1987:
  - Zdzisław Głowacki, polski malarz, pedagog (ur. 1919)
  - Iwan Skworcow, radziecki polityk (ur. 1909)
- 1988:
  - Willi Apel, amerykański muzykolog, wykładowca akademicki pochodzenia niemieckiego (ur. 1893)
  - Rudolf Gramlich, niemiecki piłkarz (ur. 1908)
  - Patesko, brazylijski piłkarz pochodzenia polsko-niemieckiego (ur. 1910)
  - Józef Pogan, polski prozaik, poeta (ur. 1905)
- 1989:
  - Stephen David Bechtel, amerykański przedsiębiorca (ur. 1900)
  - Zyta Burbon-Parmeńska, cesarzowa Austrii, królowa Węgier, Służebnica Boża (ur. 1892)
  - Gladys Pyle, amerykańska polityk (ur. 1890)
- 1990 – William F. Raborn Jr., amerykański prawnik, dyrektor CIA (ur. 1905)
- 1992 – Arthur Studenroth, amerykański lekkoatleta, długodystansowiec (ur. 1899)
- 1994:
  - Serge Blusson, francuski kolarz szosowy (ur. 1928)
  - Konstanty Sacewicz, polski duchowny protestancki, prezes Zjednoczonego Kościoła Ewangelicznego w PRL (ur. 1912)
  - Jadwiga Szajna-Lewandowska, polska pianistka, kompozytorka, pedagog (ur. 1912)
- 1995 – William Fowler, amerykański astrofizyk, laureat Nagrody Nobla (ur. 1911)
- 1996 – Andreas Münzer, austriacki kulturysta (ur. 1964)
- 1997:
  - Jurek Becker, niemiecki pisarz pochodzenia żydowskiego (ur. 1937)
  - Fred Zinnemann, amerykański reżyser filmowy pochodzenia austriacko-żydowskiego (ur. 1907)
- 1998 – Leo Sotorník, czeski gimnastyk (ur. 1926)
- 1999:
  - Kjell Holmström, szwedzki biathlonista (ur. 1916)
  - Abraham Kurland, duński zapaśnik pochodzenia żydowskiego (ur. 1912)
- 2000:
  - Holger Borgh, szwedzki biathlonista, żołnierz (ur. 1921)
  - Anne Wibble, szwedzka ekonomistka, polityk (ur. 1943)
- 2001 – Lyman Alexander Swingle, amerykański działacz religijny, członek Ciała Kierowniczego Świadków Jehowy (ur. 1910)
- 2002:
  - Jan Piotr Babiasz, rumuński działacz społeczny, polityk narodowości polskiej (ur. 1952)
  - Bernard Bartnik, polski franciszkanin konwentualny, zegarmistrz (ur. 1918)
  - Zofia Klimonda, polska archeolożka, antykwariuszka i działaczka antykomunistyczna (ur. 1937)[4][5]
  - Ewa Śliwa-Owczarek, polska malarka, scenografka, projektantka wnętrz, pedagog (ur. 1948)
  - Bernard Zabłocki, polski immunolog, mikrobiolog, wykładowca akademicki (ur. 1907)
- 2003:
  - Otto Horber, szwajcarski strzelec sportowy (ur. 1912)
  - Ivan Rassimov, włoski aktor pochodzenia chorwackiego (ur. 1938)
  - Marian Szczucki, polski komisarz Policji (ur. 1967)
- 2004 – Jurijs Rubenis, radziecki polityk (ur. 1925)
- 2006:
  - Juliusz Dankowski, polski pisarz (ur. 1926)
  - Lennart Meri, estoński pisarz, polityk, prezydent Estonii (ur. 1929)
- 2007:
  - Roger Beaufrand, francuski kolarz torowy (ur. 1908)
  - Sadun Hammadi, iracki polityk, premier Iraku, dyplomata (ur. 1930)
  - Zygmunt Kęstowicz, polski aktor (ur. 1921)
- 2008 – Chiara Lubich, włoska działaczka katolicka, założycielka i przywódczyni ruchu Focolari (ur. 1920)
- 2009 – Alain Bashung, francuski piosenkarz, autor tekstów, aktor (ur. 1947)
- 2010:
  - Józef Chajn, polski chemik, działacz opozycji antykomunistycznej (ur. 1941)
  - Peter Graves, amerykański aktor (ur. 1926)
- 2011:
  - Annette Bußmann, niemiecka śpiewaczka operowa (alt), dyplomatka (ur. 1969)
  - Eduard Guszczin, rosyjski lekkoatleta, kulomiot (ur. 1940)
- 2012:
  - Ċensu Tabone, maltański polityk, prezydent Malty (ur. 1913)
  - Zbigniew Zugaj, polski fotografik (ur. 1933)
- 2013:
  - Jack Greene, amerykański piosenkarz country (ur. 1930)
  - Mirja Hietamies, fińska biegaczka narciarska (ur. 1931)
  - Ieng Sary, kambodżański polityk, wicepremier, minister spraw zagranicznych (ur. 1925)
- 2014:
  - Tony Benn, brytyjski polityk (ur. 1925)
  - Jerzy Centkowski, polski historyk (ur. 1941)
  - Sam Lacey, amerykański koszykarz (ur. 1948)
  - Wojciech Rowiński, polski chirurg, transplantolog (ur. 1935)
  - Bob Thomas, amerykański pisarz (ur. 1922)
- 2015:
  - Barbara Czałczyńska, polska pisarka (ur. 1929)
  - Walentin Rasputin, rosyjski pisarz (ur. 1937)
- 2016:
  - Halina Suwała, polska romanistka, wykładowczyni akademicka, działaczka opozycji antykomunistycznej  (ur. 1926)
  - Tadeusz Szaciłło, polski generał broni (ur. 1925)
  - Jaime Valdivielso de Cué, hiszpański przedsiębiorca, polityk (ur. 1940)
- 2017 – Andrzej Biegalski, polski bokser (ur. 1953)
- 2018:
  - Emilio Disi, argentyński aktor (ur. 1943)
  - Rubén Galván, argentyński piłkarz (ur. 1952)
  - Stephen Hawking, brytyjski astrofizyk, kosmolog, fizyk teoretyk (ur. 1942)
  - Palle Kjærulff-Schmidt, duński reżyser filmowy (ur. 1931)
  - Adrian Lamo, amerykański informatyk, programista, haker (ur. 1981)
  - Elżbieta Słoboda, polska aktorka (ur. 1959)
  - Petar Stipetić, chorwacki generał, szef sztabu generalnego (ur. 1937)
- 2019:
  - Godfried Danneels, belgijski duchowny katolicki, arcybiskup Brukseli, kardynał (ur. 1933)
  - Marcel, rosyjski duchowny prawosławny, biskup carskosielski (ur. 1952)
  - Ilona Novák, węgierska pływaczka (ur. 1925)
  - Charlie Whiting, brytyjski inżynier, delegat techniczny Fédération Internationale de l’Automobile w Formule 1 (ur. 1952)
- 2020:
  - René Follet, belgijski autor komiksów (ur. 1931)
  - Janusz Narzyński, polski duchowny luterański, teolog, prezes Polskiej Rady Ekumenicznej (ur. 1928)
  - Eva Pilarová, czeska piosenkarka (ur. 1939)
  - Genesis P-Orridge, brytyjski muzyk, kompozytor, performer, członek zespołu Throbbing Gristle (ur. 1950)
  - Chris Reed, amerykański łyżwiarz figurowy (ur. 1989)
- 2021:
  - Helena Fuchsová, czeska lekkoatletka, sprinterka i biegaczka średniodystansowa (ur. 1965)
  - Māris Grīnblats, łotewski nauczyciel, polityk, minister oświaty i nauki (ur. 1955)
  - Paul Ri Moun-hi, południowokoreański duchowny katolicki, arcybiskup Daegu (ur. 1935)
- 2022:
  - Józef Caban, polski rolnik, porucznik, działacz narodowy (ur. 1915)
  - Charles Greene, amerykański lekkoatleta, sprinter (ur. 1945)
  - Scott Hall, amerykański wrestler (ur. 1958)
  - José Ramiro Pellecer, gwatemalski duchowny katolicki, biskup pomocniczy Santiago de Guatemala (ur. 1929)
  - Akira Takarada, japoński aktor (ur. 1934)
  - Stephen Wilhite, amerykański informatyk (ur. 1948)
  - Ryszard Witkowski, polski pilot doświadczalny, instruktor lotniczy, publicysta, żołnierz AK (ur. 1926)
- 2023:
  - Angel Floro Martínez, hiszpański duchowny katolicki, biskup Gokwe (ur. 1940)
  - Stanisław Majdański, polski filozof, wykładowca akademicki (ur. 1935)
  - Nuchim Raszkowski, rosyjski szachista (ur. 1946)
  - Richard Wagner, niemiecki pisarz (ur. 1952)
- 2024:
  - Francis Patrick Carroll, australijski duchowny katolicki, biskup Wagga Wagga, arcybiskup Canberry-Goulburn (ur. 1930)
  - Lamara Czkonia, gruzińska śpiewaczka operowa (sopran) (ur. 1930)
  - Byron Janis, amerykański pianista (ur. 1928)
  - Angela McCluskey, brytyjska piosenkarka, autorka tekstów (ur. 1960)
  - Léon Semmeling, belgijski piłkarz, trener (ur. 1940)
  - Tsewang Choegyal Tethong, tybetański tłumacz, polityk (ur. 1935)
  - Frans de Waal, holenderski prymatolog, etolog (ur. 1948)
- 2025:
  - Bogusław Gierajewski, polski lekkoatleta, płotkarz (ur. 1937)
  - Peter Hric, słowacki kolarz górski i przełajowy (ur. 1965)
  - Jerzy Luciński, polski inżynier elektronik, profesor nauk technicznych (ur. 1930)
  - Dag Solstad, norweski pisarz (ur. 1941)